# NGC 4741
NGC 4741 ist eine 13,7 mag helle Spiralgalaxie vom Hubble-Typ Sc im Sternbild der Jagdhunde, die etwa 400 Millionen Lichtjahre von der Milchstraße entfernt ist.
Sie wurde am 9. März 1788 von Wilhelm Herschel mit einem 18,7-Zoll-Spiegelteleskop entdeckt, der sie dabei mit „vF, S“ beschrieb.